# Altcunnewitz
Altcunnewitz (obersorbisch Stara Chójnica) ist ein Ortsteil der sächsischen Stadt Löbau im Landkreis Görlitz in der Oberlausitz. Der Ort liegt im Norden des Löbauer Stadtgebietes und gehörte bis 1994 zur Gemeinde Lautitz.
| Jahr | Einwohner            |
| ---- | -------------------- |
| 1777 | 7 Gärtner, 6 Häusler |
| 1834 | 107                  |
| 1870 | 112                  |
| 1890 | 120                  |

## Geschichte
Altcunnewitz entstand als Sackgassendorf und wurde 1486 erstmals als Kunewicz urkundlich erwähnt. Die Gründungszeit des Ortes ist nicht bestimmt. 1538 wechselte der Name zu Konewitz, 1791 wird zwischen den Dörfern Alt- und Neu-Cunnewitz unterschieden. Die Grundherrschaft oblag dem Rittergut Lautitz, kirchlich ist Altcunnewitz der Trinitatiskirche zu Kittlitz unterstellt. Im 18. Jahrhundert lebten sieben Kleinbauern und 4 Häusler im Ort, welche sich von Ackerbau und Viehzucht ernährten. Erst 1864 konnten einige Einwohner ihre Dienstpflichten gegen Geldzahlungen ablösen und eigenes Land erwerben.
Bereits vor dem Zweiten Weltkrieg gehörte Altcunnewitz verwaltungsmäßig zu Lautitz. Am 1. März 1994 wurde Lautitz mit seinen Ortsteilen Alt- und Neucunnewitz sowie Mauschwitz nach Kittlitz eingemeindet. Mit der Eingliederung von Kittlitz in die Stadt Löbau am 1. Januar 2003 kam auch Altcunnewitz zu Löbau und ist seit der Neugliederung des Löbauer Stadtgebietes am 7. Juli 2011 einer von 23 Löbauer Stadtteilen.

## Ortsteil Neucunnewitz
Neucunnewitz liegt circa einen Kilometer östlich von Altcunnewitz an der wichtigen Hohen Landstraße, welche bereits im Mittelalter Süd- und Mitteldeutschland mit Breslau verband. Diese Alte Poststraße war ab 1815 Grenze zwischen Sachsen und Preußen, wobei ein Großteil des Warenverkehrs in die südliche Oberlausitz über die auf sächsischem Gebiet gelegene Grenz- und Poststation Neucunnewitz abgewickelt wurde. Außerdem existierte im Ort ein Vorwerk, an dessen frühere Besitzer, die Adelsfamilie von Gersdorff noch ein Wappen am Gebäude erinnert. Gottlob Rudolph von Gersdorff hatte 1727 das Gut Cunnewitz erworben.
Neucunnewitz gehörte später ebenso wie Altcunnewitz zu Lautitz und wurde 1994 nach Kittlitz eingemeindet. 2003 kam der Ort zu Löbau und ist seit 2011 ebenfalls offiziell ein Stadtteil der Großen Kreisstadt. 2023 hatte es 17 Einwohner.